# Vernon Wells
Vernon George Wells (Rushworth, Victoria, 1945. december 31. –) ausztrál színész.
Az eredetileg rockzenész Wells eleinte statisztaszerepeket vállalt, az 1970-es évek közepétől ausztrál televíziós sorozatokban tűnt fel, majd az 1980-as években a filmvásznon is nagyobb szerepeket kapott. Leggyakrabban gonosztevőket alakít, emlékezetes főszerepei voltak az 1981-es Mad Max 2., illetve az 1985-ös Kommandó című akciófilmekben. További filmjei közé tartozik a Különös kísérlet (1985) és a Vérbeli hajsza (1987).
Televíziós vendégszerepei (például MacGyver, Knight Rider, Conan, a kalandor) mellett a 2000-es évek elején két Power Rangers televíziós sorozatban játszott szintén negatív főszerepet.

## Válogatott filmográfia

### Film
| Év   | Magyar cím                             | Eredeti cím                                 | Szerep                    | Magyar hang            |
| ---- | -------------------------------------- | ------------------------------------------- | ------------------------- | ---------------------- |
| 1981 | Mad Max 2.                             | Mad Max 2.                                  | Wez                       | Hankó Attila           |
| 1985 | Különös kísérlet                       | Weird Science                               | Lord General              | Anger Zsolt            |
| 1985 | Kommandó                               | Commando                                    | Bennett                   | Juhász Jácint          |
| 1985 | Kommandó                               | Commando                                    | Bennett                   | Barbinek Péter         |
| 1985 | A különös erőd                         | Fortress                                    | Dabby Duck                |                        |
| 1986 |                                        | Coming of Age                               | Chuck Proby (Donald)      |                        |
| 1987 |                                        | P.I. Private Investigations                 | North nyomozó             |                        |
| 1987 | Vérbeli hajsza                         | Innerspace                                  | Mr. Igoe                  | néma szerep            |
| 1987 |                                        | Last Man Standing                           | Roo Marcus                |                        |
| 1988 | Naplemente                             | Sunset                                      | gondnok                   |                        |
| 1989 | Amerikai sas                           | American Eagle                              | Johnny Burke              | Sinkovits-Vitay András |
| 1989 | Bennszülöttek fogságában               | Enemy Unseen                                | Steiger                   | Felföldi László        |
| 1990 | Áramember                              | Circuitry Man                               | Plughead                  | Beregi Péter           |
| 1990 | Micsoda vőlegény                       | The Shrimp on the Barbie                    | Bruce                     |                        |
| 1992 | Fortress – 33 emelet mélyen a pokolban | Fortres                                     | Maddox                    | Both András            |
| 1994 |                                        | Ultimatum                                   | Gerard Richter            |                        |
| 1994 | Áramember 2. – Mr. Agyrém              | Plughead Rewired: Circuitry Man II          | Plughead                  | Melis Gábor            |
| 1994 | T-Force – Pusztításra programozva      | T-Force                                     | Samuel Washington         | Hankó Attila           |
| 1994 | Az éden elrablása                      | 2002: The Rape of Eden                      | zsoldos                   | Kárpáti Tibor          |
| 1995 | Kemény fegyház                         | Hard Justice                                | Galaxy 500                | Haás Vander Péter      |
| 1996 | Űrkamionosok                           | Space Truckers                              | Mr. Cutt                  | Orosz István           |
| 1998 |                                        | Billy Frankenstein                          | Otto von Sloane           |                        |
| 2001 | Loch Ness mélyén                       | Beneath Loch Ness                           | Constable                 | Csuja Imre             |
| 2003 | Bolondos dallamok – Újra bevetésen     | Looney Tunes: Back in Action                | ACME cég alelnöke         |                        |
| 2003 | Az ördög lovagja                       | Devil's Knight                              | Frank                     |                        |
| 2003 |                                        | King of the Ants                            | Beckett                   |                        |
| 2005 |                                        | Chastity                                    | kamionos                  |                        |
| 2006 |                                        | The Strange Case of Dr. Jekyll and Mr. Hyde | Dr. Dennis Lanyon         |                        |
| 2007 |                                        | Tru Loved                                   | Wesley edző               |                        |
| 2009 | Huligánok 2.                           | Green Street 2: Stand Your Ground           | Tankersley börtönigazgató |                        |
| 2009 | Valaki kopogtat az ajtón               | Someone's Knocking at the Door              | Dr. Tolstoy               |                        |
| 2010 |                                        | The Drawn Together Movie: The Movie         | Network Head              |                        |
| 2010 | Az árnyékvadász                        | Shadows in Paradise                         | Ruth tábornok             |                        |
| 2011 |                                        | Silent Night, Zombie Night                  | Paul Irwin                |                        |
| 2013 |                                        | Jurassic Attack                             | Grimaldi ügynök           |                        |
| 2016 | Timber, a kincskereső csodakutya       | Timber the Treasure Dog                     | Wolf (hangja)             |                        |
| 2016 | Tökéletes fegyver                      | The Perfect Weapon                          | kihallgatótiszt           |                        |

### Televízió
| Év        | Magyar cím               | Eredeti cím                  | Szerep                                        | Megjegyzések |
| --------- | ------------------------ | ---------------------------- | --------------------------------------------- | ------------ |
| 1974-1976 |                          | Matlock Police               | Tommy Neale / Brian Murphy / Chilla Armstrong | 3 epizód     |
| 1975      |                          | Cash and Company             | katona                                        | 3 epizód     |
| 1975      |                          | Homicide                     | Fred Mason / Mitchell                         | 2 epizód     |
| 1976      |                          | Power Without Glory          | rendőr                                        | 1 epizód     |
| 1978      |                          | Cop Shop                     | Warder / Heavy                                | 2 epizód     |
| 1979      |                          | Prisoner                     | rendőr                                        | 1 epizód     |
| 1985      |                          | The Fall Guy                 | Croyden                                       | 1 epizód     |
| 1985–1988 | MacGyver                 | MacGyver                     | Paul Donnay / Catlin                          | 2 epizód     |
| 1986      | Knight Rider             | Knight Rider                 | Wilson                                        | 1 epizód     |
| 1988      |                          | T and T                      | Nigel                                         | 1 epizód     |
| 1988      |                          | What's Happening Now!        | Kincaide                                      | 1 epizód     |
| 1992      |                          | Sexual Response              | Philip                                        | tévéfilm     |
| 1992      |                          | The Amazing Live Sea-Monkeys | The Shark Guy                                 | 1 epizód     |
| 1997      | Conan, a kalandor        | Conan the Adventurer         | Morga                                         | 2 epizód     |
| 2000      | JAG – Becsületbeli ügyek | Jag                          | Toohey                                        | 2 epizód     |
| 2001      |                          | Power Rangers Time Force     | Ransik                                        | 38 epizód    |
| 2002      |                          | Power Rangers Wild Force     | Ransik                                        | 2 epizód     |
| 2013      | Harcra fel!              | Kickin’ It                   | McCrary nagypapa                              | 1 epizód     |

## Fordítás
- Ez a szócikk részben vagy egészben  a   Vernon Wells című angol Wikipédia-szócikk fordításán alapul.  Az eredeti cikk szerkesztőit annak laptörténete sorolja fel. Ez a jelzés csupán a megfogalmazás eredetét és a szerzői jogokat jelzi, nem szolgál a cikkben szereplő információk forrásmegjelöléseként.